# Conway (Arkansas)
Conway è un centro abitato (city) degli Stati Uniti d'America, capoluogo della contea di Faulkner, nello Stato dell'Arkansas. Nel 2009 la popolazione era di 59.511 abitanti.

## Geografia fisica
Secondo i rilevamenti dello United States Census Bureau, Conway si estende su una superficie di 35,26 km².

## Storia
La città di Conway fu fondata dopo la guerra civile americana da A. P. Robinson, ingegnere della Little Rock-Fort Smith Railroad. Originariamente consisteva in una stazione ferroviaria, due piccoli negozi, due saloon, alcune abitazioni e un ufficio postale.
Nel 1873 l'insediamento divenne il capoluogo della contea di Faulkner e nel 1875 raggiunse i 200 abitanti. Nella seconda metà del XX secolo la città si ingrandì notevolmente e attualmente costituisce un importante centro industriale.

## Cultura
- University of Central Arkansas